# Crestot
Crestot est une commune française située dans le département de l'Eure en région Normandie.

## Géographie

### Localisation
Crestot est une commune située sur le plateau du Neubourg, un plateau fertile et argileux essentiellement connue pour la culture du lin, autrefois dénommé la « Champagne normande ». Le sous-sol est constitué d'alluvium et de craie blanche. La superficie de la commune est de 641 ha, l'altitude maximum de 160 mètres, 49° 12’ 20’’ nord 0° 58’ 20’’ est, densité : 46 hab./km².
| Fouqueville | Fouqueville | La Harengère (par un angle) |
| Hectomare   | Crestot     | Criquebeuf-la-Campagne      |
|             | Iville      | Cesseville                  |

Le gentilé des habitants de Crestot est « Crestotais ».

### Hydrographie
La commune est située dans le bassin Seine-Normandie. Elle n'est drainée par aucun cours d'eau,.

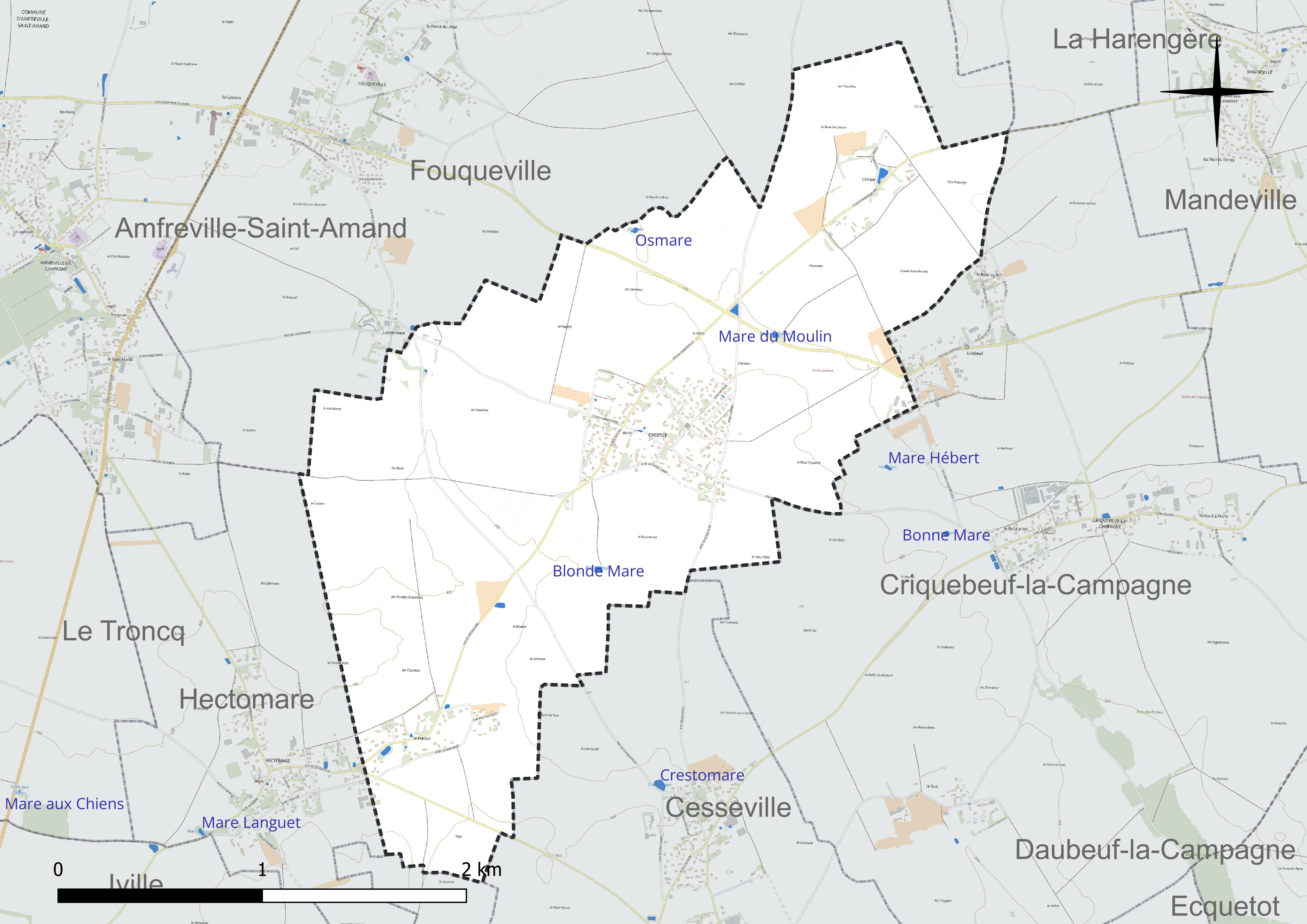
Réseau hydrographique de Crestot.

Trois plans d'eau complètent le réseau hydrographique : Blonde Mare (0,1 ha), la mare du Moulin (0,1 ha) et Osmare (0,1 ha),.

### Climat
Pour des articles plus généraux, voir Climat de la Normandie et Climat de l'Eure.
En 2010, le climat de la commune est de type climat océanique dégradé des plaines du Centre et du Nord, selon une étude du CNRS s'appuyant sur une série de données couvrant la période 1971-2000. En 2020, Météo-France publie une typologie des climats de la France métropolitaine dans laquelle la commune est exposée à un climat océanique et est dans la région climatique  Côtes de la Manche orientale, caractérisée par un faible ensoleillement (1 550 h/an) ; forte humidité de l’air (plus de 20 h/jour avec humidité relative > 80 % en hiver), vents forts fréquents. Parallèlement le GIEC normand, un groupe régional d’experts sur le climat, différencie quant à lui, dans une étude de 2020, trois grands types de climats pour la région Normandie, nuancés à une échelle plus fine par les facteurs géographiques locaux. La commune est, selon ce zonage, exposée à un « climat des plateaux abrités », correspondant aux plaines agricoles de l’Eure, avec une pluviométrie beaucoup plus faible que dans la plaine de Caen en raison du double effet d’abri provoqué par les collines du Bocage normand et par celles qui s’étendent sur un axe du Pays d'Auge au Perche.
Pour la période 1971-2000, la température annuelle moyenne est de 10,3 °C, avec  une amplitude thermique annuelle de 13,5 °C. Le cumul annuel moyen de précipitations est de 744 mm, avec 11,8 jours de précipitations en janvier et 8,4 jours en juillet. Pour la période 1991-2020, la température moyenne annuelle observée sur la station météorologique la plus proche, située sur la commune de Louviers à 14 km à vol d'oiseau, est de 11,8 °C et le cumul annuel moyen de précipitations est de 719,5 mm,. Pour l'avenir, les paramètres climatiques de la commune estimés pour 2050 selon différents scénarios d’émission de gaz à effet de serre sont consultables sur un site dédié publié par Météo-France en novembre 2022.

## Urbanisme

### Typologie
Au 1er janvier 2024, Crestot est catégorisée commune rurale à habitat dispersé, selon la nouvelle grille communale de densité à 7 niveaux définie par l'Insee en 2022.
Elle est située hors unité urbaine. Par ailleurs la commune fait partie de l'aire d'attraction de Louviers, dont elle est une commune de la couronne,. Cette aire, qui regroupe 44 communes, est catégorisée dans les aires de 50 000 à moins de 200 000 habitants,.

### Occupation des sols
L'occupation des sols de la commune, telle qu'elle ressort de la base de données européenne d’occupation biophysique des sols Corine Land Cover (CLC), est marquée par l'importance des territoires agricoles (92,1 % en 2018), en diminution par rapport à 1990 (93,7 %). La répartition détaillée en 2018 est la suivante : 
terres arables (88 %), zones urbanisées (7,9 %), prairies (4,1 %). L'évolution de l’occupation des sols de la commune et de ses infrastructures peut être observée sur les différentes représentations cartographiques du territoire : la carte de Cassini (XVIIIe siècle), la carte d'état-major (1820-1866) et les cartes ou photos aériennes de l'IGN pour la période actuelle (1950 à aujourd'hui).

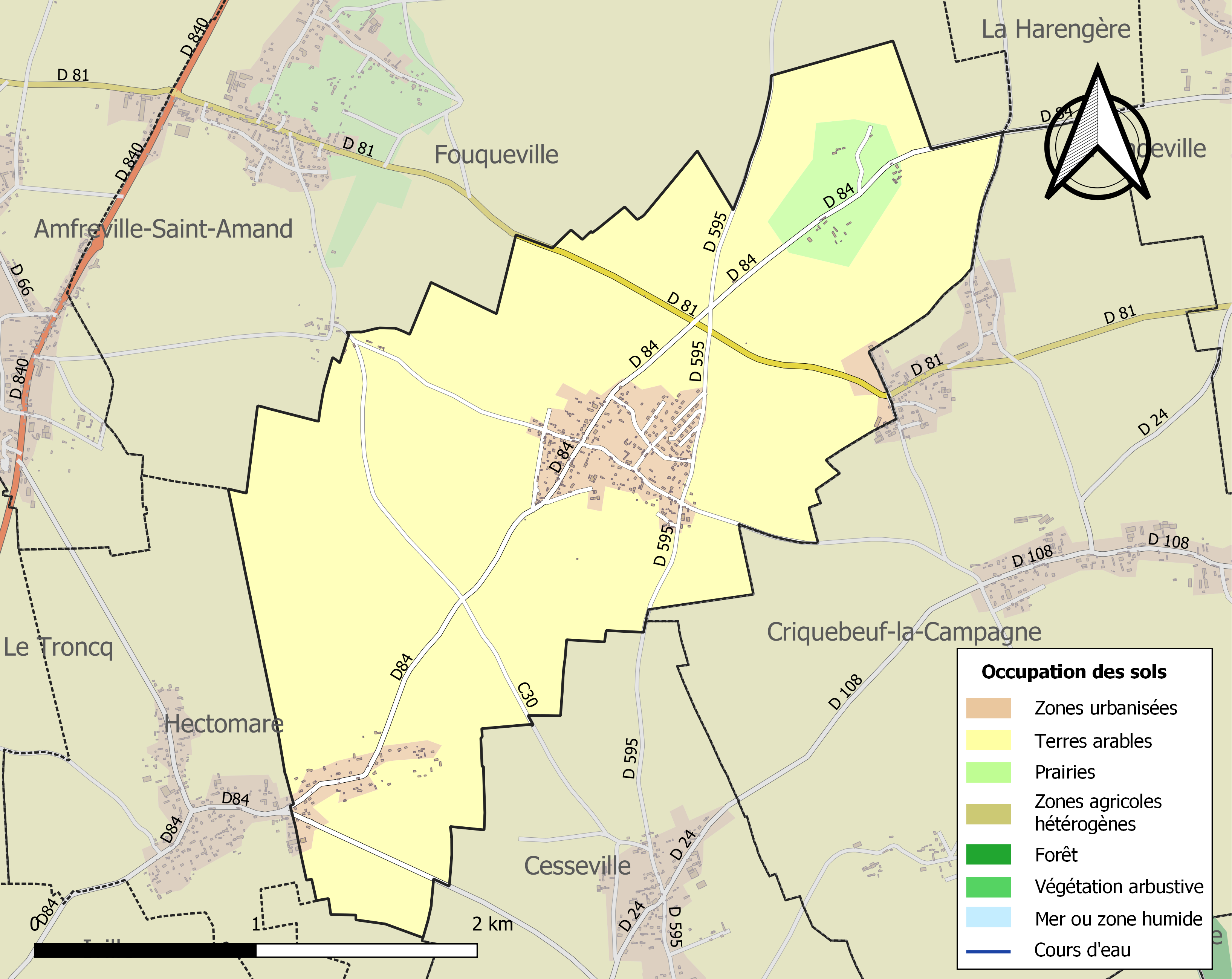
Carte des infrastructures et de l'occupation des sols de la commune en 2018 (CLC).

## Toponymie
Le nom de la localité est attesté sous la forme Cristot en 1263, Cretot au XVIIe siècle, Crestot sur la carte de Cassini.
Dans le canton de Caudebec-en-Caux, d'autres noms de villages comportent l'élément Cristot, Crestot > Critot, Crétot, à savoir : Saint-Aubin-de-Crétot et Saint-Gilles-de-Crétot, notés comme étant Cresetot en 1180, en outre on note Critot (Seine-Maritime, Crescetot 1074) ou encore Cristot (Calvados, Cressetot 1082).
Ce toponyme signifierait le « domaine, l'habitation » (-tot : appellatif issu du norrois topt, toft) de Crisso, nom de personne germanique. Cependant, les toponymes en -tot composés avec un anthroponyme germanique étant peu fréquents et Crisso étant par ailleurs un nom de personne rare, il est invraisemblable qu'il ait été combiné plusieurs fois à l'appellatif -tot. C'est pourquoi Guy Chartier dans De l'étymologie de certains noms de communes normandes, préfère reconnaître dans l'élément Cres- le mot français d'origine germanique cresson, d'où le sens global « domaine où l'on cultive le cresson ». Cependant, cette explication se heurte au fait que les formes anciennes du type Cristot ou Cresetot sont difficilement compatibles avec ces explications. Une autre hypothèse pour expliquer Krieseby en Allemagne, convient tout aussi bien, c'est-à-dire *Krisi, nom de personne norrois qui serait issu du slave.
Trois hameaux entourent le bourg de Crestot : 
- le Hamel, diminutif de ham « village », forme originelle du mot hameau passé en français.
- Londemare (cacographie Lan-de-Mare sur la carte de Cassini). Londemare est un composé issu de l'ancien scandinave *lundr-marr « mare du bois ». L'élément lundr « bois » s'est perpétué jusqu'au XVe siècle dans le dialecte normand sous la forme La Londe (homonymie) ayant le sens de « bois ». De même, marr, originellement « mer, lac », puis « étang, mare » est devenu mare en normand avant de passer en français vers le XVe siècle avec son sens actuel.
- Limare (limara en 1193) contient vraisemblablement l'appellatif hlið « pente », d'où le sens global de « mare [ayant une berge] en pente ». Ce hameau serait d'origine celtique.

Jadis, un quatrième hameau, Ecquetomare (aujourd'hui Hectomare), appartenait à la paroisse de Crestot. En 1204, Ecquetomare appartenait au chevalier Guillaume d'Auge.
Tous ces toponymes sont d'origine anglo-scandinave, ce qui implique le maintien d'une communauté parlant le vieux norrois au Xe siècle.

## Histoire

### Préhistoire
Un silex pressignien retrouvé à Crestot est décrit dans un bulletin de la société géologique de Normandie édité en 2003 par le muséum d'histoire naturelle du Havre : Objets en silex pressignien de l'Eure et des Yvelines.

### Époque gallo-romaine
La commune voisine de Criquebeuf-la-Campagne possède un théâtre gallo-romain et d'autres vestiges gallo-romains. Pour autant, Crestot ne possède pas de vestige de cette époque. À son extrémité nord, au niveau du Val de Limare, passe une ancienne voie orientée N/O à S-E, allant de Saint-Ouen de Pontcheuil à Acquigny, encore visible en vue aérienne.

### Moyen-Âge
Dans les premières années du XIIe siècle, le chevalier Guillaume d'Auge donne un immeuble à Crestot à l'abbaye du Bec[réf. nécessaire]. En 1185, au Bec-Hellouin, Gilbert du Saussay, d'une famille de chevaliers de la plaine du Neubourg, donne à l'abbaye du Bec son tènement de Crestot. La même année, Jean Burnel donne à l'abbaye deux gerbes de Bois-normand, la dîme de son fief à Crestot et 24 l et 20 s de rente[réf. nécessaire].
Vers 1206, Guillaume Willelmus Decanus, de Crestot, doyen de Crestot, est témoin d'une charte établie entre l'abbé Raoul de Condé et le chapitre d'Évreux pour une portion de dîme à Bérengeville-la-Campagne[réf. nécessaire].
Initialement, au XIIIe siècle, la terre de Crestot appartient à la baronnie de Tournebu, concédée par Guillaume le Conquérant à son compagnon le sire de Tournebu, et dont le chef-lieu est la paroisse de Tournebu, près de Falaise.
Au XIIe siècle, le mercenaire gallois Lambert Cadoc († 1231), seigneur de Gaillon et chef de 300 routiers au service du roi de France Philippe Auguste, possède des fiefs à Crestot, près le Thuit Signol. Après la prise de Château Gaillard en 1204, le roi lui a offert des fiefs, dont Gaillon, et la fait bailli de Pont-Audemer. En 1227, il donne tous ses biens au roi, et notamment tout ce qu'il possède à Limare[réf. nécessaire].
Cette famille de Tournebu est aussi installée à Aubevoye, près de Gaillon, depuis la prise de ce fief en 1223 par Guillaume de Tournebu (charte de Guillaume de Tournebu, Aubevia, 1223). Ainsi, à l'échiquier de Pâques à Rouen en 1243, un chevalier de Limare fait ajourner Jean de Tournebu aux assises, tenant une terre à Limare du dit Jean[réf. nécessaire].
Précédemment, en 1237, le chevalier Raoul de Limare était aux assises de Pont-de-l'Arche tenues par Jean de Vignes, bailli de Rouen. En 1252, un même chevalier donne deux acres de terre à Crestot dans la commune d'Urmare. Son probable fils, Richard de Limare, est attaché à Amaury de Meulan, seigneur du Neubourg[réf. nécessaire].
En 1246, Mathieu de la Prés, de Surtauville, donne à l'abbaye du Bec, des terres sises à Crestot[réf. nécessaire].
Limare, commune de Crestot, canton de Neubourg, est cité dans des documents relatifs aux États Généraux et assemblées réunis sous Philippe le Bel (1901).
Sous le roi Jean le Bon, un chevalier donne quittance à Gilles de Jumièges, recteur de Crestot (Eure), de 10…[réf. nécessaire].
Au XIVe siècle, contrairement aux paroisses voisines, celle de Crestot fait partie de la soixantaine appartenant aux cinq châtellenies du comté d'Harcourt, créé en mars 1338 par lettres du roi Philippe VI de France et accordé au seigneur Jean IV d'Harcourt, validant l'extension successive du domaine de la maison d'Harcourt[réf. nécessaire].
Après la mort de Geoffroy d'Harcourt en 1356, le roi donne des fiefs au couvent des Célestins de Mantes. Leur importance est telle à Crestot qu'ils prétendent parfois à la seigneurie. Rôle du fief de Jean du Hamel, à Crestot et à Hectomare (Eure), en 1383, est un registre à la couverture en parchemin, de 56 folios papier (FR/FR-AD078/41 H 36, FR/FR-AD078/41 H 37, FR/FR-AD078/41 H 38). Il est conservé aux archives départementales des Yvelines et est issu du fonds du couvent des Célestins de Limay (1376-1779). Charles V dota le couvent, en particulier de la plus grande partie de la seigneurie de Cesseville (Eure), dès 1477. En 1779, les biens du couvent sont dévolus au séminaire de Saint-Nicolas de Rouen. (FR/FR-AD078/41 H 5 Crestot et Cesseville (Eure). Registre de « plaids ». FR/FR-AD078/41 H 6 Crestot et Cesseville (Eure). Registre de « plaids ». FR/FR-AD078/41 H 7 Crestot et Cesseville (Eure). Registre de « plaids ». FR/FR-AD078/41 H 8 Cesseville et Crestot (Eure). Censier. FR/FR-AD078/41 H 9 Cesseville et Crestot (Eure). Aveus. FR/FR-AD078/41 H 10 Cesseville et Crestot (Eure). Aveus. FR/FR-AD078/41 H 11 Cesseville et Crestot (Eure). Déclarations. FR/FR-AD078/41 H 12 Cesseville et Crestot (Eure). Cens et rentes. FR/FR-AD078/41 H 13 Cesseville et Crestot (Eure). Déclarations. FR/FR-AD078/41 H 14 Procédure avec Louis Delahaye, seigneur de Chanteloup, et en partie de Cesseville et Crestot.)
« Comme le dit de Chandoz (Jean Chandos), pour le temps que Edowart roy d'Angleterre (Édouard III d'Angleterre) estoit nostre bien veillant, eust, tenist et possidast de son droit à héritage, en nostre viconte du Pont de l'Arche, es parroisses de Cesseville et de Crestot, en lieu, certaines terres, rentes et revenues, en deniers, blez, oisiaux, moulins et autres appartenances, qui puent valoir par an de rente soixante dix livres tournois, ou environ, et ycelui chevalier soit adhèrent et alié au dit roy d'Angleterre et ennemi de nous » in Mandements et actes divers de Charles V (1364-1380) : recueillis dans les collections de la Bibliothèque Nationale, analysés par Léopold Delisle, 1874.
Dès le XIVe siècle, le chapitre d’Évreux possède à Crestot un important domaine pour l'entretien d'un des chanoines. Nommé le prébendé de Crestot, il a le droit de présenter à la cure[réf. nécessaire].
Les Bois-Guillaume, seigneurs de Limare. Le 14 février 1392, Robert de Bois-Guillaume tient de son épouse le Bec-Thomas et un quart de fief, à savoir le fief de Limare dont le chefmoi est situé dans la paroisse de Crestot. Le 23 mai 1405, il rend aveu pour Limare[réf. nécessaire]. (XVe siècle)
Les limare, seigneurs de Limare. Le 21 mars 1419, Jean de Limare rend hommage et trois jours après aveu au roi d'Angleterre. Le premier mars 1420, le souverain anglais donne les biens de Jean de Boscherville, son cousin germain, à Laurent de Limare, escuyer, seigneur de Limare et probable fils de Jean. En 1433, Laurent de Limare achète le fief du Bosc à Saint-Symphorien auprès de Robert de Berville. Isambart de Limare est cité comme seigneur du lieu le 29 septembre 1453. En 1474, Pierre de Limare, escuyer et fils d'Isambart, est poursuivi en procès par Gervais des Ormeaux[réf. nécessaire]. Le 18 novembre 1474, devant les tabellions de Rouen, les terres et sieurie de Limare, vicomté de Pont-de-L'arche, sont partagées entre Robert de Landres et Robert de Canteleu (ou Cantelou)[réf. nécessaire]. Dès 1475, un Robert de Limare est cité comme seigneur de Limare[réf. nécessaire].
Les Poignant, seigneurs de Crestot. En 1406, Jean de Tournebu, marié à Alix Poignant, scinde sa baronnie en deux et en vend une partie, le baronnie du Bec-Thomas, à Jacques Poignant, dont la famille est désormais barons de Bec-Thomas. Ces Poignant sont issus d'un fief, celui de Montpoignant, à Saint-Ouen-de-Pontcheuil, connu depuis le XIIIe siècle[réf. nécessaire]. Puis, en 1480, le mariage de Guillaume Campion, seigneur de Thuit-Simer, à Françoise de Montpoignant crée la lignée des Campion de Montpoignant dont le blason est « d'or au lion rampant, armé et lampassé de gueules, chargé de deux cotices du même »[réf. nécessaire].
Crestot cum hospitibus (hospitaliers, qui pratiquent l'hospitalité) note le chartiste Charles-Ernest de Fréville en 1857. Cette phrase est issue de la confirmation par Henri VI d'Angleterre des propriétés de l'abbaye de Saint-Wandrille le 6 novembre 1423[réf. nécessaire].
Les de La Haye, seigneurs de Crestot. Le 17 mai 1462, Jeanne de Chambray épouse Gilles de la Haye, seigneur de Chanteloup, Cesseville et Crestot. Dans l'aveu d'Acquigny de 1455, il est écrit que ce seigneur tient d'Acquigny un quart de fief du hamel de Chantelou à Saint-Vigor. Vers 1475, ce seigneur vient aux plaids de la vicomté de Louviers[réf. nécessaire].
Louis Pouppart écuyer et Seigneur de Crestot en mars 1471[réf. nécessaire].

### Renaissance
Les Gruchet, seigneurs de Limare La famille de Gruchet ou Grouchet est présente à Crestot en 1519.
Le 5 juillet 1519, l'escuyer Jean de Gruchet donne son aveu pour le fief de Limare. Deux ans plus tard, il présente à la cure de Crestot, en concurrence avec le chanoine prébendé.
"Triage des héritaiges" de Crestot, Cesseville et du fief du Hamel à Hectomare (Eure), daté de 1527, est un registre à la couverture en parchemin, non folioté. Il est conservé aux Archives départementales des Yvelines (FR/FR-AD078/41 H 19).
Une « dame de Limare », est née à Limare, après 1571. Cette année-là, Marie Aubert, fille d'une dame de Limare nommée Catherine de Toustain, épouse Louis Campion, escuyer et seigneur de Mont-Poignant. Un de leurs descendants, Nicolas, sera chevalier, seigneur de Montpoignant, Limare, etc., et aura pour femme N. Huet Dambrun, fille d'un conseiller au parlement.
En 1575, François de Bouilliers, le 26e abbé de l'abbaye cistercienne de Bonport et futur évêque de Fréjus, est présent à la cure de Crestot.
Les de La Haye, seigneurs de Crestot
Le 4 novembre 1521, Louis de La Haye, seigneur de Crestot, est présent à la cure de la paroisse.
En 1529, il est remplacé par son frère, Jean de la Haye, seigneur de Cantelou et de Cesseville. Jean de La Haye, chevalier de l'ordre du Roi, seigneur de Chantelou, Launay, Cesseville et Crestot, épouse Suzanne de Roncherolles, fille de Louis, baron de Heuqueville et de Pont-Saint-Pierre.
En 1554, Jean II de La Haye est seigneur de Cesseville et d'une partie de Crestot. En 1554, il se marie avec Marie Goupil, qui lui apporte la seigneurie d'Amfreville. En 1576, un Jean de la Haye, noble homme, seigneur de Chanteloux et d'Amfreville (Amfreville-la-Campagne), rend aveu au seigneur de Saint-Amand pour deux fiefs au Donné et d'Auvergni.
Fils de Jean II de La Haye, Philippe de La Haye (...-22 mai 1633) devient en 1595 seigneur d'Amfreville, de Cesseville, de Crestot, etc. La même année, il épouse Prudence de Canouville.

### XVIIesiècle
Les Campion, seigneurs de Limare.
Puis, les Gruchet passent le fief de Limare aux Campion, seigneurs de Montpoignant, à Léry : en 1597, Nicolas de Campion, escuyer et seigneur de Montpoignant, Thuit-Simer et Saint Amand des Hautes Terres, épouse Anne de Gruchet, fille de Pierre de Gruchet, escuyer et seigneur de Limare. Limare est dans la dot. En 1607, Nicolas Campion rend aveu pour le fief de Limare.
Leur fils, le capitaine François de Gruchet-Limare, volontaire en 1636 sous le comte de Soissons, Louis de Bourbon (1604-1641), est seigneur de Limare. Le 22 octobre 1627, il figure comme seigneur de Limare sur les registres de la catholicité de la Harengère.
L'un des fils de François de Gruchet-Limare, Henri de Campion, est seigneur de Limare. En 1670, cet escuyer rend aveu de la seigneurie de Limare.
François de Campion, écuyer, chevalier, seigneur de Limare, dans l'élection de Pont-de-l'Arche, maintenu le 4 septembre 1666 : d'or, à deux bandes de gueules.
Nicolas Abraham de Campion, seigneur de Montpoignant et de Limare, époux de Catherine Huet, donne aveu en 1692, pour ce dernier fief, qu'il possédait à droit successif de Henri Campion, son oncle, vivant.
Fils de Nicolas Abraham de Campion, l'escuyer François de Campion épouse à Crestot, le 14 mai 1707, Catherine Corse.
Il a pour héritier son frère Nicolas Abraham de Campion, second du nom.
Fils de Nicolas Abraham de Campion II, le chevalier Charles François de Campion devient seigneur de Limare et de Montpoignant à la mort de son père en 1740. Il épouse Marie d'Erneville et, en 1780, il rend aveu de Limare.
L'aîné des enfants de Charles François de Campion, Charles François II du nom (...-Rouen, 16 mars 1822), sieur de Montpoignant, Limare, etc. est en 1761, patron de la chapelle Saint Hérin à Saint Pierre. Il reste le dernier seigneur de Limare de cette maison, ne laissant que trois filles.
Candos est un fief à Crestot, en 1619 (Le Beurier).
En 1623, le chevalier Philippe de La Haie-Chantelou, est nommément seigneur d'Amfreville, Iville et Saint-Amand. Quid de Crestot ?
En 1634, le registre de la chambre des comptes de Normandie répertorie un Claude, de Crestot, chevau-léger de la garde du roi Louis XIII.
Au milieu du xviie siècle, une famille de Riberprey est établi sur la paroisse de Crestot. Une Jeanne de Riberprey s'y marie avec un Lesauvage. Leur fils convole à Criquebeuf-la-Campagne.
Ce contrat, en parchemin, passé devant le bailli d'Elbeuf, le 21 juillet, 1645, est une donation, faite par Alexis Patalier, d'une demi-acre de terre, sise à Crestot, aux conditions portées en l'obituaire, P. Nota. — Que ledit Patalier, ou ses successeurs, s'étant chargés de faire valoir cette pièce de terre, trois « livres au trésor, suivant un inventaire sans date.
Les Bassompière, seigneurs de Crestot En 1619, Crestot et Cesseville appartiennent au chevalier François de Bassompierre (1579-1646), fils aîné du lorrain Christophe de Bassompierre et maréchal de France. À sa mort en 1646, d'apoplexie, il laisse deux enfants naturels.
François de Bassompierre
Sa sœur, Catherine de Bassompierre(...-1653), recueille donc sa succession.
Les Le Veneur, seigneurs de Crestot « La seigneurie de Crestot a appartenu à la famille Le Veneur, celle des comtes de Tilliëres, qui a donné des évêques au diocèse d'Evreux » in Grand dictionnaire universel du xixe siècle : français, historique, géographique, mythologique, bibliographique, par Pierre Larousse. Le premier comte de Tillières est Tanneguy I Le Veneur (...-1592), seigneur de Carrouges.
En 1608, Tanneguy II Le Veneur (...-1652), marquis de Tillières, seigneur de Carrouges et chambellan de la reine de Grande-Bretagne, épouse Catherine de Bassompierre. À la mort du maréchal en 1646, Tanneguy II Le Veneur obtient la seigneurie de Crestot et a Guillaume Corde pour receveur. À la même date, le chanoine prébendé de Crestot se nomme Pierre de Souchay.
Troisième fils de Tanneguy II Le Veneur et de Catherine de Bassompierre, le chevalier de Malte et comte Charles Le Veneur (1622-1694) devient marquis de Cesseville et de Crestot à la mort de son père en 1653. En 1679, Charles Le Veneur prend le titre de seigneur du hameau d'Ecquetomare, titre que prendra la famille Pavyot par la suite.
Son fils né le 22 janvier 1674 de son union avec Elisabeth des Mazis, le capitaine de cavalerie au régiment Royal-Cravattes Henry-Charles Le Veneur (1674-1750) est également seigneur de Crestot, Saint-Ouen, Saint-Aignan et comte de Cesseville. Son oncle Eustache Le veneur reçoit un treizième des fiefs de Cesseville et Crestot. Le 10 mai 1703 au château de Bouchevilliers, il se marie avec une cousine, Marie-Catherine de Pardieu, fille de Louis, marquis de Maucomole.
xviiie siècle
Les Languedor, seigneurs de Crestot
De 1720 à 1726, Marc-Antoine de Languedor II (1681-1729), sieur de Bois-le-Vicomte et conseiller au parlement de Normandie, est seigneur patron d'Anouville, Crestot et Limare.
Les Pavyot de Saint-Aubin, seigneurs de Crestot Puis le fief de Crestot passe entre les mains de la famille Pavyot (ou Paviot) de Saint-Aubin, une famille de riches drapiers rouennais anoblis en 1596 et qui a acquis les terres de Saint-Aubin, de Cessevile aussi, à la fin du xviie siècle.
Conseiller au parlement de Rouen, Hector-Joseph Pavyot (...-1730) est le premier seigneur de Saint-Aubin (Saint-Aubin-d'Écrosville), depuis 1688, année d'achat du château de Saint-Aubin. En 1726, un Monsieur de Saint-Aubin, assurément Hector-Joseph Pavyot, est le seigneur de Crestot (alors 390 habitants), dans l'élection de Pont-de-L'arche et le diocèse d'Evreux. Il a probablement acquis Crestot auprès de Marc-Antoine de Languedor II.
Fils d'Hector-Joseph Pavyot, le chevalier Hector Nicolas Pavyot de Saint-Aubin (Rouen, 1715-1766) est seigneur de Saint-Aubin-d'Ecrosville, Cesseville, Crestot, Ecquetot, Iville et la Villette (aveu du 10 août 1745), conseiller du roi, conseiller en la Grand'Chambre du Parlement de Normandie et président de la cour des comptes de Normandie en 1771. Il possède un hôtel particulier, rue de la Ganterie à Rouen. en 1757, le chanoine prébendé de Crestot est Girard, principal du collège d'Evreux.
Il laisse notamment un fils, Nicolas Hector Pavyot (1742-1773, de la variole), maître de requêtes à Rouen.
Durant la Révolution, Hilaire-Nicolas Pavyot et les fermiers de Saint-Aubin d'Ecrosville, pour partager amiablement entre seigneur et vassaux les avantages résultant de la suppression des dîmes. Quid pour Crestot ? En 1791, Hilaire-Nicolas Pavyot est seigneur de Cesseville, Crestot, Iville, etc.
En l'an 5 de la République, Hilaire-Nicolas Pavyot, époux de Marie de la Boissière, marie sa fille Henriette à l'écrovillais Jean de Nourry, rue de la Ganterie.
Autre acte, en parchemin, passé devant Robert Bourdon, notaire à Elbeuf, le 11 avril, 1707, qui est une révalidation et reconnaissance des trois parties de rente ci-dessus, faites par Jean Corde de Crestot, ayant épousé Clémence Leclerc, fille de Jean Leclerc et de Marie Dupont, et par Catherine Dupont, veuve de Nicolas Lesage, héritières de feu Pierre Dupont.
Autre titre, en papier, passsé devant Berlin, notaire à Daubeuf et Tourville-la- Campagne, le 19 décembre, 1712, par lequel ladite Clémence Leclerc, femme, en premières noces, de Jean Corde de Crestot, donne, à fieffe, audit Pierre Leprévost, un téncment de maisons et jardin à elle appartenant et dont les bornes sont désignées audit contrat, moyennant 65 livres.
Le prêtre normand Jacques Deschamps (1697-1759) est nommé curé de Crestot en 1721 avant de passer sa licence de théologie dans un séminaire janséniste à Paris et de devenir curé de Dangu en 1728. Il est l'auteur d'un ouvrage de 624 pages, paru à Paris quelques après son décès : Traduction nouvelle d'Isaïe, attaqué par le janséniste Rondet.
En 1754, le bureau de postes le plus proche est celui d'Elbeuf : de fait, les correspondants des Crestotais doivent adresser leurs courriers au bureau de poste elbeuvien.(Edmé-Gilles Guyot, Dictionnaire des postes, 1754)
« Dîme du Neubourg 2.150 — Dîme de Saint-Georges-du-Theil (Le Gros-Theil, nom après 1343) 10.500 — Dîme de Crestot 7.350 — Dîme de Cesseville » in Le revenu de l'abbaye du Bec à la fin du xviiie siècle / par L. Chanoine-Davranches (1897).
La Charité de Crestot est fondée en 1786. Elle sera encore attestée en 1889.
Le Camus de Limare Une famille Le Camus est dit « de Limare », du nom d'un hameau de la commune de Crestot, canton de Neubourg, arrondissement de Louviers. L'un des siens, François le Camus (1670-1743) gagne Louviers, premier maillon d'une chaîne de Le Camus qui deviendront manufacturiers et échevins de la ville. Michel-Louis Le Camus de Limare (1736 ? -16 janvier 1794) est le fils d'un manufacturier de drap de Louviers. Lors d'un voyage à Soho, en Angleterre, en compagnie du banquier Isaac Panchaud, Michel-Louis Le Camus de Limare, anglophone et ami du comte d'Hérouville, est reçu par Matthew Boulton en 1773, et fait la connaissance de John Wilkinson. Boulton lui aurait alors parlé de la machine à vapeur inventée par James Watt. Lorsqu'en 1774, Boulton rachète les droits de Roebuck, premier associé de Watt, et fait alliance avec ce dernier, aucune machine utilisable industriellement n'avait encore été construite. Le Camus de Limare est sans doute l'un des premiers français informés de l'invention de Watt. Receveur général du Bugey, mais résidant à Paris, rue des Jeuneurs, Le Camus de Limare demande en novembre 1778 une concession pour une mine de plomb qu'il aurait découverte près de Saint Malo. La ville s'oppose au projet, jugé dangereux pour les fortifications. Aussi, le ministre Henri Bertin demande, par lettre du 10 février 1779 à l'intendant des mines, de lui fournir des précisions. Le Camus de Limare formule à plusieurs reprises des observations, notamment le 12 février et le 1er avril 1779 à l'Intendant de Bretagne. Bien qu'ayant cru avoir levé les objections à son projet, il n'obtient pas la concession. La création d’une manufacture de doublage en cuivre pour la protection des carènes des vaisseaux de guerre étant autorisé par arrêt du Conseil du 23 avril 1782, Michel Louis Le Camus, dit de Limare, fonde cette même année avec un sieur Chauvet, du havre, la fonderie de Romilly-sur-Andelle, au pied de la côte des Deux-Amants. Le 5 février 1785, le même Michel-Louis Le Camus de Limare est associé à la constitution d'une novatrice manufacture royale de coton à Louviers, alors centre de fabrication de laine. Puis, grâce à l'aide de Eugenio Izquierdo de Ribera (1745-1813), les frères Lecoulteux, banquiers parisiens, et les frères Lefebvre, négociants à Rouen, créditent du capital à la fonderie, lui assurant sa prospérité naissante.En 1786, Le Camus de Limare vend son importante collection bibliophile. Après la chute de la Bastille, il achète l’horloge et les cloches de la Bastille chez un chaudronnier du faubourg Saint-Antoine, et dispose l'ensemble dans sa fonderie.

### La Révolution
Jean-Baptiste de Crétot, né à Louviers, est négociant à Louviers et député du Bailliage de Rouen à l'Assemblée nationale de 1789. Ses adresses sont à Versailles, rue Saint-Louis, 33 et à Paris(en 1790 et 1791), rue des Bons Enfants, 17.
Pierre-Jacques Christophle, demeurant à Crestot (Eure), détenu à la Conciergerie, 28 pluviôse 1793. Ce Crestotais est cité dans les papiers de Fouquier-Tinville, accusateur-public du Tribunal Révolutionnaire de Paris, déposés aux Archives Nationales en 1794.
André de Fautereaux, baron de Crestot et de la Mure, est cité en 1880 dans La Semaine religieuse du diocèse de Rouen.
En 1792, plusieurs lots de terre situés terroirs et municipalités de Pinterville, de Montaure, d'Ecardenville, de Crestot, de Crosseville, de Marbeuf, de Quatremare, de Cricquebœuf et les environs, font partie des biens possédés par l'abbaye de Fécamp, les religieuses de Saint-Louis de Louviers, et par différentes cures. Ils sont mis aux enchères en mars 1792.

### Premier Empire
Pour la justice de paix, Crestot dépend du Neubourg en 1801, chef-lieu de justice de paix du deuxième arrondissement communal de Louviers.

### Seconde Restauration
Dans ses « Lettres à Odilon Barrot », reprises dans un texte de 1818 (in Œuvres complètes, Œuvres XI), le libéral Benjamin Constant cite Crestot à propos de l'affaire criminelle Pierre-Wilfrid Regnault, jacobin accusé d'un assassinat ayant eu lieu à Amfreville-la-Campagne le premier mars 1817 : principal accusateur contre Regnault, le batteur en grange Jean-Pierre Ménil est passé au Hamel de Crestot, chez un ancien maire de Crestot, Etienne Loisel (1762-1742), et son fils cultivateur Charles, 25 ans, le 10 mars 1817. Lubin Valentin Sauvage, 18 ans, un habitant de Crestot qui a vu Ménil ce jour-là, témoigne avoir reçu les confidences de Ménil au sujet du crime le 13 mars. Sauvage témoigne à l'instruction du procès de cour d'assises.

### Monarchie de Juillet
En 1827, dans le Recueil de médecine vétérinaire, le vétérinaire neubourgeois Charlot évoque un cas rare mortel de vomissement du cheval sans rupture de l'estomac : « M. Fleury, de la commune de Cretot, située à une lieue et demie de Neubourg, m'amène, le 6 mars 1824, un cheval entier, propre au trait, et de l'âge de sept ans. »
En 1831, Crestot a 582 habitants.
En 1839, Limare, commune de Crestot, a 104 habitants et Londemare, de la même commune, 143 habitants.
En 1848, la juridiction des deux commissaires de police d'Elbeuf (Seine-Inférieure) est étendue à divers communes de l'Eure, dont Crestot. En 1858, il est créé, à Elbeuf, un commissariat central de police dont la juridiction s'étendra à toutes les communes du canton d'Elbeuf et, en outre, à certaines communes de l'Eure, dont toujours Crestot.

### Second Empire
Le propriétaire Patrice Sauvage, né à Crestot, (65 ans - marié - 1 enfant), est révoqué de son poste de maire de Crestot, poursuivi à la suite du coup d'État du 2 décembre 1851. La commission mixte du département de l'Eure décide de sa surveillance. De même, le crestotais Léon Adrien Sauvage (26 ans, marié, commerçant) est surveillé sur décision de la commission mixte de l'Eure. "Le fils est intelligent , mauvais sujet et très dangereux. Il est fortement soupçonné d'avoir fabriqué de la poudre et d'avoir été en relations très étroites avec les plus ardents socialistes d'Elbeuf." indique le procès-verbal des décisions de la Commission mixte du département de l'Eure, SHD, 7 J 70)
« Thierry, cinquante-cinq ans, cultivateur à Crestot (Eure), aveugle depuis plusieurs années par deux cataractes demi-molles, se décida enfin à me consulter, et fut pris pour l'opération. » in Guide pratique pour bien exécuter, bien réussir et mener à bonne fin l'opération de la cataracte, par extraction supérieure, par J. Leport, 1860.
Alexandre-Marin Crestot est un criminel jugé aux assises de l'Orne en 1867, condamné au bagne le 27 octobre.

### Troisième République
Lors du conflit de 1870-1871, deux Crestotais trouvent la mort.
Alfred Loisel décède en 1870.
Sous-Lieutenant de la Garde Nationale mobile de l'Eure (1re Légion de l'Eure, 4e Bataillon, 8e Compagnie), né à Crestot le 6 juillet 1838, François Désiré Lucien Leleu meurt au domicile d'un particulier, Fossey, au bourg de Portbail le 27 février 1871.
Devant la commission des antiquités de Seine-Maritime, en 1874, est présentée une médaille d'or trouvée à Crestot (Eure), avec cette légende : « DEVS IN ADIVTÔRIVM MEVM TNTENDE ».
Philibert Désiré Igoult, instituteur primaire à Crestot (Eure), 27 ans, participe au banquet offert à Paul Bert par les instituteurs et les institutrices de France le 18 septembre 1881.
En 1884, un litige foncier à Crestot passe devant le Conseil d'État. Un recours est déposé contre un arrêté du 17 novembre 1884 : une partie d'une parcelle à raison de laquelle un requérant est imposé a été cédée à la voie publique, pour l'élargissement du chemin de Crestot au Neubourg.
Toujours en 1884, une bande de pilleurs d'églises écume les cantons de Pont-de-L'Arche et d'Amfreville, puis du Neubourg. Une nuit d'un samedi de décembre, elle brise une vitre, pénètre dans l'église, fracture la porte de la sacristie et s'empare de dix francs dans un tronc, en laissant deux autres troncs, puis gagne Criqueboeuf et dévalise les trois troncs de son église. Assurément, ces vols sont commis par des enfants - l'écartement des barreaux est de 17 centimètres- dirigés par des adultes...
Un dénommé Serge Bigot, mort en 1891, est curieusement inscrit sur le monument au morts de la commune. En 1891, nul conflit n'engage la France...
Le 2 août 1892, durant un orage, la foudre tombe en plus de vingt endroits dans le département de l'Eure et occasionne des incendies assez importants à Vraiville, à Amfreville-la-Campagne, à Crestot.
En 1894, les punitions sont évoquées dans La Normandie Littéraire : « A Tourville, on se servait de la baguette ; à La Haye-Malherbe, de la férule ; à Crestot, de la férule et du martinet ; sans compter les pensums à Saint-Aubin-sur-Gaillon et à Venables, de la férule et de la baguette. Dans cette dernière commune on usait aussi du bonnet d'âne et de la mise à genoux, ce qui était la punition la plus douce. »
M. Leclerc présente un Ibis noir, tué à Crestot (Eure), le 15 octobre 1895.
Onze combattants de Crestot sont morts lors de la Première guerre mondiale :
Né à Crestot le 6 juin 1891, René Mary Joseph Foucher, soldat du 319e R.I., meurt à l'hôpital d'Evreux des suites de ses blessures le 19 mai 1915.
Né à Crestot le 17 août 1891, Henri Paul Thorel, soldat deuxième classe du 155e régiment d'infanterie, meurt le 20 juin 1915 au bois de la GRUERIE à Vienne-le-Château, en Champagne-Ardenne.
Né à Crestot le 26 juillet 1897, Auguste Henri Renoult, soldat du 224e R.I, est tué le premier juin 1917, à Laffaux, dans l'Aisne. Il est inhumé à la Nécropole nationale de Vauxaillon.
Né à Crestot le 24 mai 1890, le soldat du 5e R.I. Marie Mary Hilaire MAQUET est tué à l'ennemi à Malines, Belgique, le 23 août 1914. Il est déclaré "Mort pour la France" par jugement rendu du 22 juin 1920 par le Tribunal d'Evreux.
Jules LE MOËL serait mort le 29 novembre 1914.
Né à Amfreville-la-Campagne le 19 août 1884, le soldat du 228e R.I. Julien Adrien Lucien GUILBERT est tué à Berry-au-Bac, lors du combat de Neuville, le 15 septembre 1914
Né à Crestot le 3 mars 1885, le soldat du 224e R.I. Emile BERRIER est tué à l'ennemi le 11 mai 1915 à Neuville-Saint-Vaast.
Né à Crestot le 30 mai 1886, le caporal du 119e R.I. Joseph Angelbert DELIEUVIN est tué à l'ennemi au lieu-dit La Folie à Neuville-Saint-Vaast le 25 septembre 1915. Il repose à la nécropole nationale La Targette à Neuville-Saint-Vaast.
Le soldat du 119e R.I. Adrien François Joseph GRUEL meurt le 7 juillet 1917. Il repose dans la nécropole nationale de Cerny-en-Laonnois.
Blessé, le soldat du 95e R.I. Delphin Ernest Constant PELGAS meurt dans une ambulance à Épernay le 31 octobre 1918. Il était né le 24 janvier 1895.
Né à Crestot le 13 novembre 1875, et y résidant, le soldat du 22e R.I.T Isidore Casimir BLONDEL décède à l'hôpital de Rouen le 6 février 1919 (maladie en service).

### État français
Deux soldats morts en 1939-1945, sur le monument-aux-morts de Crestot :
Bernard Lebailly meurt en 1940.
Né à Caudebec-lès-Elbeuf (Seine-Inférieure) le 2 avril 1902 et résidant à Crestot, le résistant Francs-tireurs et partisans René Eugène Fosse est fusillé le 15 avril 1945 à Marienberg (Saxe), en Allemagne. Arrêté, probablement emprisonné à Rouen, il transite de Compiègne-Royallieu à Auschwitz le 27 avril 1944 par l'exceptionnel convoi des déportés tatoués (nom de code : « Meerschaum », Ecume de mer), troisième convoi de Français non juifs à être directement envoyé à Auschwitz. À cent dans des wagons à bestiaux, avec Robert Darsonville, Robert Desnos, Georges Thierry d’Argenlieu, Paul Chandon-Moët et Marcel Paul, il arrive au KL Auschwitz-Birkenau le 30 avril 1944. Là, destiné au travail, il est immatriculé sur son avant-bras gauche, 185563, et désinfecté. Par train, il arrive au KL Buchenwald le 14 mai 1944. Le 24 mai, il part au camp de concentration de Flossenbürg et est intégré au Kommando de Flöha, une ville de Saxe située à 13 km au nord-est de Chemnitz, où les détenus sont affectés à un atelier de construction de fuselages de Messerschmitt 109. Il est évacué le 14 avril 1945 (marche de la mort) et est fusillé le lendemain, lors de l'exécution des malades à Reitzenheim (Tchécoslovaquie). Le 23 avril, la 90e Division d'infanterie de la 3e Armée américaine prend Flossenbürg sans résistance. Ses camarades l'inhume sur place sur place le 20 mai 1945. En 1952, son corps est transféré sur le site de Gelobtland, quartier de Marienberg. Par arrêté du 7 avril 2009, la mention « Mort en déportation » peut être apposé sur les actes et jugements déclaratifs de son décès.
Sont également prisonniers de guerre :
Le capitaine Raymond Leheu, né à Crestot (Eure), est fait prisonnier de guerre en Allemagne en 1940 (211'R.I.St.IXA).
Pierre Foucher, né le 19 janvier 1901 à Crestot(Eure), 2ème ch,D.I.3?.
Roger Sauvage, né le 14 octobre 1898 à Crestot (Eure), 2ème classe.
Libération
Du 25 au 26 août 1944, un bataillon d'artillerie de l'armée américaine (228Th Field Artillery Battalion U.S. Army) stationne à Crestot, arrivé à Omaha Beach le 28 juin précédent et se rendant en Belgique, Hollande puis Allemagne.

### Cinquième République
Des inondations à Crestot classent le village en arrêté de catastrophe naturelle en 1988, 1994 et 1999.
De 2009 à 2013, Crestot est la commune du plateau du Neubourg dont la population augmente le plus, fruit de l'essor pavillonnaire.

## Politique et administration
Crestot est dans le canton de Canappeville de 1793 à 1801, date à laquelle la commune passe à celui du Neubourg.
Le village est dans l'arrondissement de Louviers de 1801 à 1926, année où il bascule dans celui d’Évreux.
Les documents municipaux transférés à l'initiative du maire Leduc aux archives départementales de l'Eure ayant été détériorés lors d'une inondation, les archives municipales de Crestot ne débutent malheureusement aujourd'hui qu'en 1823.
Lors de l'élection présidentielle de 2007, Max Flanquart, maire, est l'un des 500 parrains de Philippe de Villiers.
Lors de l'élection présidentielle de 2012, Nicolas Sarkozy avait été largement plébiscité par les Crestotais avec 60.48 % des suffrages lors du second tour.
Au premier tour des élections départementales, le 22 mars 2015, le vote des 173 électeurs crestotais votants sur 334 électeurs inscrits s'établit comme suit : UMP-UDI, 64 voix ; Front National : 62 voix ; Union de la gauche, 21 voix ; Europe-Écologie Les Verts, 8 voix ; votes blancs, 18. Au second tour, le 29 mars 2015, les votes de 173 votants se répartissent comme suit : UMP-UDI, 96 voix ; FN, 64 voix ; votes blancs, 13.
Au premier tour des élections régionales, le 6 décembre 2015, la répartition des votants est la suivante : 43,41 % pour la liste Front National, 26,37 % la liste Union de la Droite, 14,84 % pour liste Union de la Gauche, 5,49 % pour la liste Debout la France, 4,4 % pour la liste d'Europe-Écologie-Les Verts, etc.
Au premier tour de l'élection présidentielle le 24 avril 2017, Marine Le Pen domine le scrutin en obtenant 42,19 % des voix, soit 137 voix ; puis vient Jean-Luc Mélenchon avec 18,94 % des voix ; puis encore François Fillon avec 14,95 % des voix ; puis Macron avec 12,62 % des voix ; Dupont-Aignan avec 3,99% ; Benoit Hamon avec 3,32 % ; Philippe Poutou avec 1, 88 % ; Jean Lassalle avec 1 %, etc.
Au second tour de l'élection présidentielle, le 7 mai 2017, Marine Le Pen domine encore le scrutin avec 146 voix contre 111 à Emmanuel Macron. A cela, il convient de noter  33 bulletins blanc et 8 nuls. Sur 368 électeurs inscrits, 298  votants.
Au premier tour des élections législatives de la 2ème circonscription de l'Eure du 10 juin 2017, le candidat FN Emmanuel Camoin obtient 30,06 % des suffrages exprimés et le candidat En Marche Fabien Gouttefarde 21, 97 % de ces mêmes suffrages, les autres candidats ne se qualifiant pas au second tour.
À la mort de Pierre Duval (1945-2019) vers la fin de son mandat, le ministre des collectivités territoriales Sébastien Lecornu rend un hommage public à son engagement le 13 août 2019. (https://www.infonormandie.com/Le-maire-de-Crestot-Eure-est-mort-l-hommage-de-Sebastien-Lecornu-a-Pierre-Duval_a24902.html). Lors des élections du 27 octobre 2019, le conseil municipal élit maire Raynald Rossignol, après l'intérim de Philippe Pattey, premier adjoint de Pierre Duval.
Lors des élections municipales de mars 2020, la liste menée par Christine Louis est élue au premier tour le 15 mars dans un contexte de forte abstention liée à la pandémie du coronavirus qui sévit alors en France (les suffrages exprimés à Crestot représentent 37,5 % des électeurs inscrits). Le conseil municipal élu devait se réunir le vendredi 20 mars pour l'élection du maire et des adjoints, avec autorisation exceptionnelle malgré l'interdiction administrative de réunion liée au confinement. Mais, au soir du 19 mars, le premier ministre Edouard Philippe ordonne l'annulation de ces réunions municipales en France, reportant l'élection des maires à une date ultérieure et réduisant les conseils aux seuls maires et adjoints précédemment élus. Le 26 mai 2020, le conseil municipal élu le 15 mars élit maire Christine Louis, à l'unanimité, ainsi que trois adjoints au maire. Christine Louis est la première femme élue maire dans l'histoire de Crestot.
Au premier tour de l'élection présidentielle le 10 avril 2022, 409 des 438 habitants sont inscrits comme votant et le taux de participation est de 76,77 %. Marine Le Pen domine le scrutin en obtenant 40,07 % des voix, soit 121 voix ; puis vient Jean-Luc Mélenchon avec 19,87 % des voix ; puis encore Emmanuel Macron avec 16,56 % des voix ; puis Zemmour avec 6,62 % des voix ; Yannick Jadot avec 3,64 % ; Fabien Roussel avec 3,31 % ; Anne Hidalgo avec 2,32 % ;  Dupont-Aignan avec 2,32 % ; Valérie Pécresse avec 1,9 % ; Jean Lassalle avec 1, 32 %, Philippe Poutou avec 1, 32 % et enfin Nathalie Artaud avec 0, 66 %.

## Démographie
L'évolution du nombre d'habitants est connue à travers les recensements de la population effectués dans la commune depuis 1793. Pour les communes de moins de 10 000 habitants, une enquête de recensement portant sur toute la population est réalisée tous les cinq ans, les populations de référence des années intermédiaires étant quant à elles estimées par interpolation ou extrapolation. Pour la commune, le premier recensement exhaustif entrant dans le cadre du nouveau dispositif a été réalisé en 2006.

En 2022, la commune comptait 544 habitants, en évolution de −2,16 % par rapport à 2016 (Eure : −0,25 %, France hors Mayotte : +2,11 %).
| 1793 | 1800 | 1806 | 1821 | 1831 | 1836 | 1841 | 1846 | 1851 |
| ---- | ---- | ---- | ---- | ---- | ---- | ---- | ---- | ---- |
| 538  | 607  | 592  | 582  | 586  | 587  | 566  | 552  | 497  |

| 1856 | 1861 | 1866 | 1872 | 1876 | 1881 | 1886 | 1891 | 1896 |
| ---- | ---- | ---- | ---- | ---- | ---- | ---- | ---- | ---- |
| 508  | 505  | 487  | 461  | 483  | 413  | 361  | 364  | 333  |

| 1901 | 1906 | 1911 | 1921 | 1926 | 1931 | 1936 | 1946 | 1954 |
| ---- | ---- | ---- | ---- | ---- | ---- | ---- | ---- | ---- |
| 310  | 297  | 261  | 212  | 215  | 206  | 188  | 205  | 207  |

| 1962 | 1968 | 1975 | 1982 | 1990 | 1999 | 2006 | 2011 | 2016 |
| ---- | ---- | ---- | ---- | ---- | ---- | ---- | ---- | ---- |
| 184  | 189  | 233  | 259  | 304  | 294  | 368  | 438  | 556  |

| 2021 | 2022 | - | - | - | - | - | - | - |
| ---- | ---- | - | - | - | - | - | - | - |
| 559  | 544  | - | - | - | - | - | - | - |

## Culture locale et patrimoine

### Lieux et monuments
- Église Saint-Pierre[27],[28] (jadis Notre-Dame-des-Champs) : elle remonte au XIIIe siècle. L'édifice culmine à 18 mètres. L'aspect massif du clocher en pierre calcaire lui donne un aspect défensif de donjon inachevé. À noter quatre cadrans solaires dont l'un est encadré de deux léopards. La légende rapporte que les Templiers établis à Sainte-Colombe-la-Commanderie seraient à l'origine  de l'église. Au début du XXe siècle, le cimetière ceinturait encore l'église; la croix de cimetière du XVIe siècle[29] se tient désormais seule dans l'enclos ainsi qu'un if séculaire.En 2012, le conseil général[30] a participé aux travaux réalisés sur l'église, qui s'élevaient à 133 700 €.
Un premier vitrail de Notre-Dame des Champs[31], figurant une vierge à l'Enfant, est l'œuvre de la cartonnière Pauline Peugniez et du vitrailliste Jean Hébert-Stevens son mari. Il a été posé en 1939, offert en hommage à Désir Delamarre, maire en 1905[32].
Un second vitrail de 1939, Saint Christophe[33], est aussi l'œuvre de Jean Hébert-Stevens. Ce vitrail est un don de la famille Sauvage, établie à Crestot depuis le XVIIe siècle.
La nef et sa poutre de gloire[34] datent du XVIe siècle; est noté un tableau de vierge à l'enfant[35],[36] Divers équipements[37] de la confrérie de charité Saint-Sébastien (1786-1889) y sont exposés.
- L'ancien presbytère du XVIIIe siècle, avenue de l'église.
- La petite mairie en brique rouge, agrandie d'une pièce reliant les deux bâtiments en 2020 et voisin d'un petit parc de jeux pour enfants depuis 2021.
- Un ancien manoir aujourd'hui disparu à Limare, hameau de Crestot. Le capitaine François de Gruchet-Limare, fils cadet et volontaire en 1636 sous le comte de Soissons, était seigneur de Limare. C'est sa mère, une demoiselle Anne de Gruchet (Gruchet est un autre hameau environnant) qui, par sa dot de 1597, amena ce fief dans la famille de son père Nicolas Abraham de Campion (seigneur de Saint-Amand-des-Hautes-Terres). Sur la carte de Cassini no 61, le « manoir de Limares » à l'écart du hameau du même nom jouxte le chemin de Fouqueville à Louviers.
- Un moulin figure sur cette même carte de Cassini, tutoyant ce même chemin, au nord.
- Un monument aux morts a été inauguré en 2010.
- La plus ancienne maison du village se situe au 13 rue des Écoles.
- Le cimetière communal, rendu accessible aux handicapés en 2020.
- Le terrain multisports (city stade), voisin du cimetière, inauguré en 2023.
- Le château, situé au Hamel, hameau de Crestot.

### Patrimoine naturel

#### Faune
Les mares paysagées de Londemare et du Hamel accueillent un couple de hérons. Dans cette plaine ponctuée de bois, la faune sauvage est diverse : taupes, renards, lièvres, lapins, rarement des écureuils, fouines, hérissons, pic-verts, buses, chouettes efrraies, poules d'eau, perdrix[réf. nécessaire].

#### Flore
Trapu et vigoureux, un if séculaire jouxte l'église paroissiale et est dans l'ancien espace du cimetière paroissiale, déplacé au XXe siècle à l'écart du village. En 2013, sa circonférence à un mètre du sol est de 5,15 m. Au sol, elle est de plus de 10 m. Ainsi, au regard de sa croissance, il aurait été planté il y a quatre siècles environ, soit au XVIe siècle, soit au XVIIe siècle.

### Personnalités liées à la commune
- Bernard Hillemand (1923-2015), né et mort à Paris, professeur honoraire des Universités, membre de l'Académie nationale de Médecine (en 1999)[39] en résidence secondaire à Crestot à partir de 1955[40].
- Jean-François Miniac (né en 1963), dessinateur et écrivain.

## Sources
- Louis-Étienne Charpillon et Anatole Caresme, Dictionnaire historique de toutes les communes du département de l'Eure - histoire, géographie, statistique, t. I, Delcroix (lire en ligne), « Crestot », p. 883 et s..

- Mémoires de la Société des antiquaires de Normandie, 1851.[source insuffisante]
- Jacques-Antoine Dulaure et Jules-Léonard Belin, Histoire physique, civique et morale des environs de Paris, 1825.[source insuffisante]
- Henri de Campion, Mémoires, 1857.[source insuffisante]
- Ernest de Fréville, Mémoire sur le commerce maritime de Rouen, 1807, t. II p. 295[source insuffisante]
- Auguste Le Prévost, Notes pour servir à la topographie et l'histoire des communes de l'Eure au Moyen Âge, 1849.[source insuffisante]
- Henry Ronot, Richard et Jean Tassel, peintres à Langres au XVIIe siècle, Nouvelles Éditions latines, 1990.
- R.P. Régamey, « Cinq artistes français au service du sanctuaire », in l'Artisan et les Arts liturgiques, no 1, 1948, p. 199 (ill.)